# قائمة بطولات وفاق سطيف

شعار وفاق سطيف الحالي بعد تغييره يوم 27 جانفي 2021.

تتضمن هذه القائمة جميع بطولات وفاق سطيف.

## البطولات المحلية
| اسم البطولة                        | شعار أو كأس البطولة | عدد مرات الفوز | مواسم الفوز                                    |
| ---------------------------------- | ------------------- | -------------- | ---------------------------------------------- |
| الرابطة الجزائرية المحترفة الأولى  |                     | 8              | 1968، 1987، 2007، 2009، 2012، 2013، 2015، 2017 |
| كأس الجمهورية الجزائرية لكرة القدم |                     | 8              | 1963، 1964، 1967، 1968، 1980، 1990، 2010، 2012 |
| كأس السوبر الجزائري                |                     | 2              | 2015، 2017                                     |

## البطولات القارية
| اسم البطولة                              | شعار أو كأس البطولة | عدد مرات الفوز | مواسم الفوز |
| ---------------------------------------- | ------------------- | -------------- | ----------- |
| كأس أفريقيا للأندية البطلة               |                     | 2              | 1988، 2014  |
| كأس السوبر الافريقية                     |                     | 1              | 2014        |
| كأس اتحاد شمال أفريقيا                   |                     | 1              | [ 1 ]       |
| كأس شمال أفريقيا للأندية الفائزة بالكؤوس |                     | 1              | [ 1 ]       |
| كأس شمال إفريقيا للأندية البطلة          |                     | 1              | 2009        |
| كأس سوبر شمال إفريقيا                    |                     | 1              | 2010،       |

## البطولات العربية
| اسم البطولة      | شعار أو كأس البطولة | عدد مرات الفوز | مواسم الفوز |
| ---------------- | ------------------- | -------------- | ----------- |
| دوري أبطال العرب |                     | 2              | 2007، 2008، |

## البطولات الدولية
| اسم البطولة                | شعار أو كأس البطولة | عدد مرات الفوز | مواسم الفوز |
| -------------------------- | ------------------- | -------------- | ----------- |
| الكأس الأفروآسيوية للأندية |                     | 22             | 1989،       |